# Stereo Total

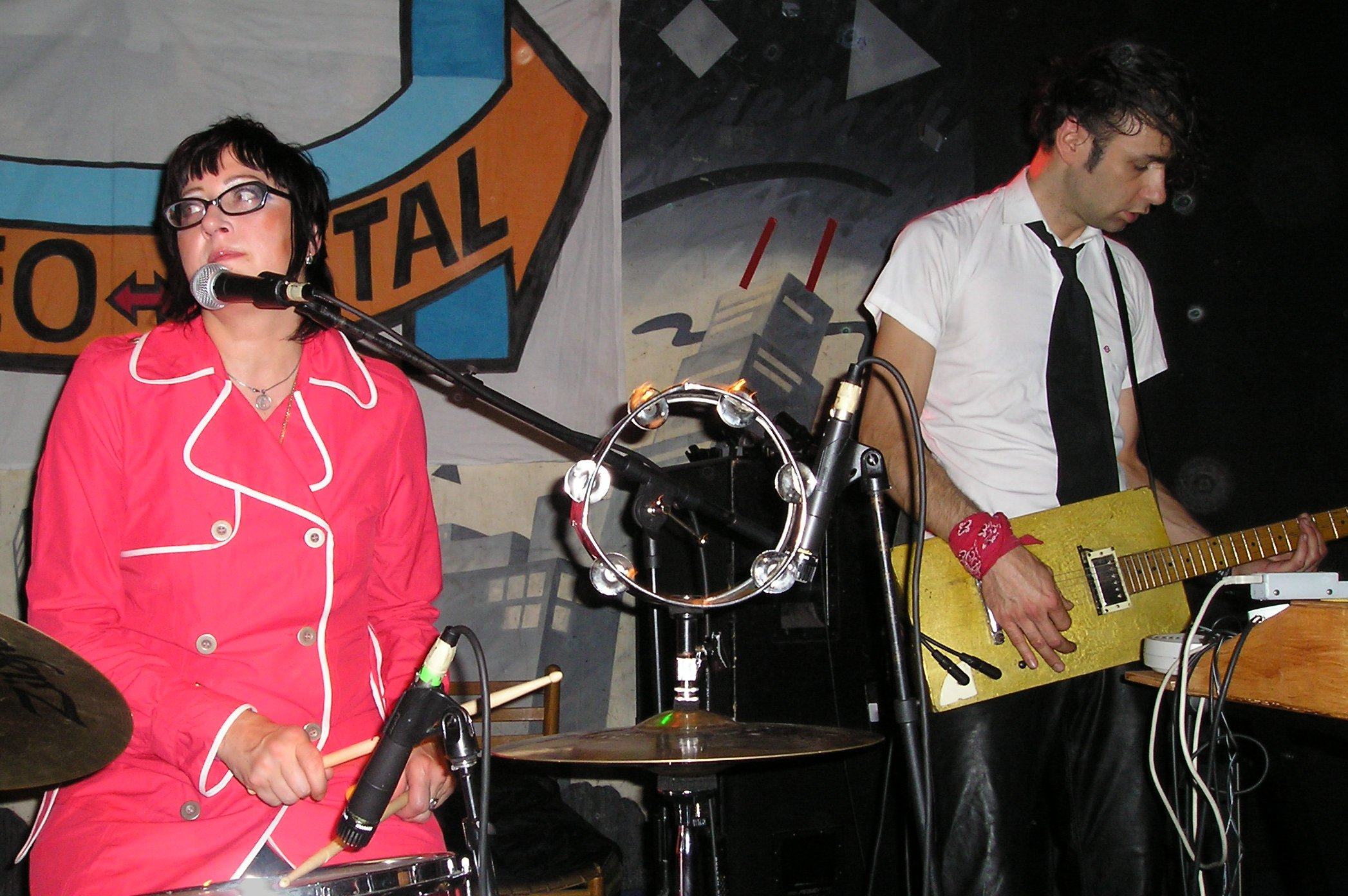
Stereo Total in 2005

Stereo Total is een alternatieve popgroep bestaande uit de Duitser Brezel Göring (echte naam: Friederich Ziegler) en de Française Françoise Cactus (echte naam: Françoise van Hove). Voormalige bandleden zijn onder andere Angie Reed en Iznogood.
Hun thuisbasis is Berlijn. 
Hun muziek kan omschreven worden als een humoristische mix tussen Duitse electro en Franse chanson. De liedjes zijn voornamelijk in het Duits en Frans, maar er wordt ook gezongen in het Engels, Japans en Spaans. Hun bekendste hits hebben versies in minstens 2 talen. Live passen ze zich dan ook aan aan de plaatselijke taal; als ze optreden in Frankrijk spelen ze de Franse versies, in Duitsland de Duitse versies, enzovoort.
In 2005 werden ze bekend doordat Sony hun liedje "I love you, Ono" (een cover van de Japanse band Plastics: ¨I Love You Oh no¨ uit 1980) gebruikten in een reclamefilmpje voor de Handycam.
Françoise Cactus is ook artiest in de beeldende kunst en schrijver, ze heeft al verschillende boeken in het Duits uitgebracht. 

## Discografie
- 1995 Oh Ah!
- 1997 Monokini
- 1998 Juke-Box Alarm
- 1999 My Melody
- 2001 Musique Automatique
- 2005 Do the Bambi
- 2006 Discotheque
- 2007 Paris-Berlin
- 2009 No Controles
- 2011 Underwater Love
- 2012 Cactus Versus Brezel
- 2015 Soundtrack: Ruined Heart
- 2016 Les Hormones